# Miquel Nelom
Miquel Nelom (Róterdam, 22 de septiembre de 1990) es un exfutbolista neerlandés que jugaba en la demarcación de defensa. Tras dejar el fútbol se dedicó a trabajar como agente inmobiliario y entrenador personal.

## Selección nacional
En mayo de 2013 fue convocado por primera vez por la selección de fútbol de los Países Bajos por el seleccionador Louis van Gaal para la gira que hizo la selección por Asia. Debutó el 7 de junio de 2013 en un partido amistoso contra Indonesia, encuentro que finalizó con un resultado de 0-3 tras los goles de Siem de Jong —que hizo un doblete— y Arjen Robben.

## Clubes
| Club                        | País         | Año       | Partidos | Goles |
| --------------------------- | ------------ | --------- | -------- | ----- |
| SBV Excelsior               | Países Bajos | 2009-2011 | 42       | 0     |
| Feyenoord de Róterdam       | Países Bajos | 2011-2017 | 157      | 3     |
| Sparta de Róterdam (cedido) | Países Bajos | 2018      | 12       | 0     |
| Hibernian F. C.             | Escocia      | 2018-2019 | 3        | 0     |
| Willem II                   | Países Bajos | 2019-2022 | 31       | 0     |

## Palmarés

### Títulos nacionales
| Título                        | Club                  | País         | Año  |
| ----------------------------- | --------------------- | ------------ | ---- |
| Copa de los Países Bajos      | Feyenoord de Róterdam | Países Bajos | 2016 |
| Eredivisie                    | Feyenoord de Róterdam | Países Bajos | 2017 |
| Supercopa de los Países Bajos | Feyenoord de Róterdam | Países Bajos | 2017 |